# Prostheclina basilonesa
Prostheclina basilonesa là một loài nhện trong họ Salticidae.
Loài này thuộc chi Prostheclina. Prostheclina basilonesa được Richardson & Marek Żabka miêu tả năm 2007.